# Archie's TV Funnies
Archie's TV Funnies é uma série de desenho animado do Saturday Morning produzida pela Filmation que foi exibida na CBS de 11 de setembro de 1971 a 1 de setembro de 1973. A série estrelou os personagens da Archie Comics de Bob Montana.

## Visão geral
O quarto de uma série de programas Archie, que por sua vez substituíram Archie's Funhouse na programação da CBS, foi o primeiro show da popular série a abandonar a anterior fórmula bem-sucedida de segmentos e segmentos cômicos executados pelo grupo musical The Archies. Archie's TV Funnies mostravam, a cada semana, Archie Andrews e seus amigos dirigindo uma emissora de televisão local que apresentava curtas adaptações animadas de vários quadrinhos de jornais clássicos. Um episódio típico começa com um dos grupos relatando uma história que estava acontecendo em Riverdale naquele dia, então várias das fitas de animação seriam mostradas para a audiência enquanto o repórter continuava a relatar a história, e o episódio então concluía com toda a turma aparecendo no final da história. Embora a série tenha sido exibida na CBS por dois anos, ela foi substituída em 1973 pelo Everything's Archie, que devolveu a série à sua fórmula mais familiar.

## Episódios
| Nº | Título                                       | Exibição original      |
| -- | -------------------------------------------- | ---------------------- |
| 1  | "Circus"                                     | 11 de setembro de 1971 |
| 2  | "Bank Robbery"                               | 18 de setembro de 1971 |
| 3  | "Coach Kleats Climbs Mount Riverdale"        | 25 de setembro de 1971 |
| 4  | "Escaped Hippo"                              | 2 de outubro de 1971   |
| 5  | "Flying Saucer"                              | 9 de outubro de 1971   |
| 6  | "The Ghost of Swedlow Swamp"                 | 16 de outubro de 1971  |
| 7  | "Mom's Chicken Sickle Stand"                 | 23 de outubro de 1971  |
| 8  | "Mount Riverdale Woods"                      | 30 de outubro de 1971  |
| 9  | "Opening of New Fully-Automated Dept. Store" | 6 de novembro de 1971  |
| 10 | "Our Town, Riverdale"                        | 13 de novembro de 1971 |
| 11 | "Outside Interference"                       | 20 de novembro de 1971 |
| 12 | "The Reggie Game"                            | 27 de novembro de 1971 |
| 13 | "Reggie's Soap Opera"                        | 4 de dezembro de 1971  |
| 14 | "Riverdale Talent Tournament"                | 11 de dezembro de 1971 |
| 15 | "Rodney Rinkydink"                           | 18 de dezembro de 1971 |
| 16 | "Wacky Races, Archie Style"                  | 25 de dezembro de 1971 |